# Lake Purdy
Lake Purdy è un census-designated place (CDP) degli Stati Uniti d'America situato nella contea di Shelby dello stato dell'Alabama.